# 波托马克河大瀑布公园
波托马克河大瀑布公园，常称大瀑布公园（英語：Great Falls Park），是位于美国弗吉尼亚州的一处小型国家公园，由美国国家公园管理局管理。 该公园面积达800英亩（3.65平方千米），位于費爾法克斯縣北部的波托马克河上，附近公路有乔治·华盛顿纪念公路。在波托马克河大瀑布公园的北部边界附近，有帕托馬克運河遗迹，这是美国第一条使用船闸升降船只的运河。

## 历史
在公园内的悬崖上发现有美国原住民创作的岩画 。 
乔治·华盛顿部分资助的帕托马克运河是一条一英里（1.6千米）的运河于1785年开始运营，使小型驳船有机会绕过瀑布，并在向上游运送制成品和向下游运输原材料。 公园游客中心有两个木制的运河闸门的底部部分，是在20世纪80年代从运河中挖掘出来的。 这两扇闸门至少在19世纪30年代就已存在，是在为运河闸门而建的石雕修复工程中发现的。石头上发现的石匠标记是每个工匠所独有的，并且与在白宮和美國國會大廈的基石中所发现的相同。 
在运河建设期间，火药被用来爆破坚固的岩石。这是世界上最早将爆破粉用于工程目的的已知例子之一。这条运河从未盈利。随着河对岸切萨皮克和俄亥俄运河的建成，以及铁路时代的到来，该项目于1830年被放弃。这条运河是土木工程的一个地标，也是弗吉尼亚州历史地标。沿着小径，还可以找到馬蒂達維爾小镇的废墟。 
1906年至1932年，大瀑布和舊多明尼恩鐵路及其继承者華盛頓和舊多明尼恩鐵路，在瀑布处经营着一个遊樂園（无轨电车公园）。公园位于一条始于华盛顿特区乔治城的电动无轨电车线的末端，包含野餐场地，一个舞厅，和一个旋轉木馬。在晚上，探照灯能照亮大瀑布。公园一直到现在都提供野餐场地和游客中心，但1954年至1972年期间运营的旋转木马被颱風艾格妮絲造成的洪水摧毁。 
乔治·华盛顿纪念公路的开发旨在确保连接第一任美国总统乔治·华盛顿生前最喜爱的地方。大瀑布公园原是北弗吉尼亚公园系统的一部分，于1966年移交给了美国国家公园管理局。一个横跨瀑布的拟建桥梁计划，但是由于有强大的游说团体以及对环境影响的担忧，该项目从未进行。 

## 公路和设施
通常可以通过乔治城大道（弗吉尼亚州级公路193号）和旧领地大道直接进入公园。 公园附近提供区域连接的主要公路包括首都环城公路（495号州际公路） ， 杜勒斯收费公路（弗吉尼亚州267号公路）和里斯堡派克公路（弗吉尼亚州7号公路）。驾车进入公园的游客每辆车需要支付20美元的入场费。公园仅在白天开放。 
该公园有多个观景平台，可为游客提供俯瞰瀑布的有利位置。 美国国家公园管理局在瀑布附近经营有游客中心。 
十五英里（24 公里）的远足径横穿公园，沿着一条称为Difficult Run的小溪流 。 这条风景优美的小径从Difficult Run小溪汇入波托马克河的河口处向上游延伸，经过马瑟峡谷（Mather Gorge），经过瀑布， 水坝和水庫 ，最后连接費爾法克斯縣的Riverbend公园。 
攀岩者经常光顾波托马克河的马瑟峡谷的悬崖。 
该公园有一个大型的野餐区，可容纳600辆车。在繁忙的周末，所有停车位可能会在清晨之前填满，从而导致延误和临时关闭，可能会长达几个小时。美国国家公园管理局不允许在公园露营。 
大瀑布由一系列瀑布组成，总高达76英尺（20米）。大瀑布被评为5-6级白水根据国际规模的河流难度。1975年，汤姆·麦克尤恩是第一位在此处操纵皮划艇的人， 但直到1990年代初，大瀑布才成为华盛顿特区专业级白水皮划艇手的热门目的地。 在瀑布下方，穿过马瑟峡谷（Mather Gorge），该河被评为2-3级，自1960年代以来一直是非常受欢迎的皮划艇之旅。 

从弗吉尼亚州一侧进入瀑布上游的水是非法的。据统计，公园附近的波托马克河平均每年发生七人溺水 ，其中大多数与酒精有关，而饮用酒精在公园内是非法的。 
| - 波托马克河大瀑布 - 春季洪水期间河 - 在大瀑布皮划艇 |